# Eglisau
Eglisau ist eine Kleinstadt und politische Gemeinde im Bezirk Bülach im Unterland des Kantons Zürich in der Schweiz. Ihr Mundartname ist Eglisau. Das historische Landstädtchen liegt am Rhein nahe der deutschen Grenze, eingebettet in besonnte Rebhalden. Es gehört zum Bundesinventar der schützenswerten Ortsbilder der Schweiz (ISOS).

## Wappen
Blasonierung:
In Gold auf grünem Dreiberg ein stehender schwarzer Hirsch
Das heutige Eglisauer Wappen hat seinen Ursprung im Jahr 1422, als die Freiherren von Tengen ihrem Wappen mit dem Einhorn den Hirsch vom Grafen von Nellenburg hinzufügten. Später wurde nur der Hirsch weitergeführt.

## Geographie
Das Städtchen liegt am Nordufer des Rheins (Rheinkilometer 74,4), wie der zugehörige Weiler Oberriet nahe der deutschen Grenze und ist Teil des Rafzerfeldes. Zu Eglisau gehören auch die linksrheinischen Ortsteile Seglingen und Tössriederen. Obwohl Eglisau nur etwas mehr als 5000 Einwohner hat, hat die Gemeinde das alte, im Mittelalter erworbene Stadtrecht beibehalten.

## Bevölkerung
Statistische Daten 2022:
- Bevölkerung: 5528
- Bevölkerungsdichte: 609,3 Einw./km²
- Frauen: 1673 / 47,7 %[6]
- Altersstruktur:[7]
  - 0- bis 19-Jährige: 23,0 %
  - 20- bis 64-Jährige: 63,2 %
  - über 64-Jährige: 13,7 %
- Ausländer: 1311 / 23,72 %[8]
- Konfessionszugehörigkeit:[9]
  - 1675 / 30,3 % evangelisch-reformiert
  - 1102 / 19,9 % römisch-katholisch
  - 2751 / 49,8 % keine oder andere Konfessionszugehörigkeit

| Jahr      | 1488 | 1588 | 1689 | 1796 | 1850 | 1900 | 1950 | 2000 | 2005 | 2010 | 2015 | 2020 | 2022 |
| --------- | ---- | ---- | ---- | ---- | ---- | ---- | ---- | ---- | ---- | ---- | ---- | ---- | ---- |
| Einwohner | 650  | 860  | 1494 | 1578 | 1612 | 1175 | 1603 | 2893 | 3363 | 4213 | 5021 | 5499 | 5528 |

## Politik
Seit 1. Juli 2022 ist Roland Ruckstuhl (FDP) Gemeindepräsident.
| Name             | Amtsantritt | Funktion                                                              | Partei    |
| Roland Ruckstuhl | 2022        | Gemeindepräsident; Präsidiales / Finanzen, Steuern und Betreibungsamt | FDP       |
| Nicolas Wälle    | 2018        | Bau und Planung; 1. Vizepräsident                                     | parteilos |
| Felix Baader     | 2022        | Technische Betriebe                                                   | parteilos |
| Sandrine Haas    | 2022        | Bildung                                                               | FDP       |
| Thomas Laufer    | 2006        | Soziales; 2. Vizepräsident                                            | parteilos |
| Nando Oberli     | 2022        | Bevölkerungsdienste und Sicherheit                                    | parteilos |
| Regula Peter     | 2022        | Gesellschaft                                                          | SVP       |

Ortsparteien: Die Mitte Unterland, EVP, FDP, Fokus Eglisau, glp Rafzerfeld, Grüne Bezirk Bülach, SP Unteres Rafzerfeld, SVP
Behörden: Gemeinderat, Schulpflege, Rechnungsprüfungskommission, Sozialbehörde, Behörde für Alters- und Pflegefragen
Bei der Nationalratswahl 2019 erreichten die Parteien folgende Wähleranteile: SVP 30,48 %, glp 16,86 %, SP 16,40 %, Grüne 11,18 %, FDP 10,60 %, EVP 4,33 %, CVP 3,77 %, EDU 2,93 %, BDP 1,42 % und andere (8) 2,01 %.
Die Wähleranteile bei der Nationalratswahl 2023: SVP 33,98 % (+3,50 %), SP 17,75 % (+1,34 %), glp 13,82 % (−3,04 %), Die Mitte 8,64 % (+3,45 %), FDP 8,54 % (−2,06 %), Grüne 7,89 % (−3,30 %), EVP 4,77 % (+0,44 %), EDU 1,74 % (−1,19 %), Aufrecht Zürich 1,24 %, andere (11) 1,63 %.

## Wirtschaft
Aufgrund seiner verkehrsgünstigen Lage war Eglisau schon früh ein florierendes Städtchen, in dem nebst der Schifffahrt, der (Lachs-)Fischerei, dem Salztransport und -handel sowie dem Weinbau auch das Handwerk florierte.
Weit bekannt ist das Vivi-Kola. 1939 wurde die erste Flasche in der Mineralquelle Eglisau abgefüllt. Nachdem die Quelle in den 1980er Jahren versiegt war, sprudelt das Süssgetränk seit 2010 wieder.
Heute zählt der Gewerbeverein Eglisau rund 90 Mitglieder, die in den Bereichen Dienstleistungen, Gastgewerbe, Handwerk und Industrie tätig sind. Noch heute prägen die Rebberge das Ortsbild von Eglisau, und der Weinbau hat seine wirtschaftliche Bedeutung behalten.

## Verkehr
Als Eglisau gegründet wurde, war der Rhein die wichtigste Handelsroute für das Städtchen, doch auch die Verbindungen über Land hatten früh eine wichtige Bedeutung. Bereits 1249 wurde erstmals eine Strassenbrücke urkundlich erwähnt. Vor 1897 wurde zudem die Eisenbahnbrücke über den Rhein gebaut. Die Verbesserung der Verkehrswege, der Wegfall der Zölle und das Aufkommen der Eisenbahn brachten es mit sich, dass die vormals so bedeutsame Schifffahrt gegen Ende des 19. Jahrhunderts ihre wirtschaftliche Basis verlor.
Die Eisenbahnbrücke über den Rhein ist Teil der heutigen SBB-Strecke Bülach–Schaffhausen. Der Viadukt hat einen 90 Meter langen Fachwerkträger mit obenliegendem Gleis. Seitlich daran schliessen Vorbrücken mit zwölf bzw. neun Steinbogen an. Die südliche Vorbrücke ist gekrümmt. Die Brücke hat eine Gesamtlänge von 440 Metern. Durch die S-Bahn ist man in kürzester Zeit in Zürich (S9), Bülach und Waldshut (S36) oder Schaffhausen (S9).
Der im Zug des Rheinstaus (Kraftwerk Eglisau-Glattfelden) 1919 erstellte Neubau der Strassenbrücke an einem Brückenkopf westlich des Stadtkerns stellt heute die einzige Strassenverbindung ins Rafzerfeld und über den Jestetter Zipfel nach Schaffhausen dar. Seit Ende des 20. Jahrhunderts haben der Individualverkehr und der Güterverkehr über die historische Rheinbrücke stetig zugenommen. Das Landstädtchen leidet immer mehr unter dem wachsenden Verkehrsaufkommen. Bereits seit den 1980er-Jahren kämpft Eglisau für eine Umfahrung des Städtchens. Das Bevölkerungswachstum der letzten 20 Jahre und der zunehmende Lastwagenverkehr durch die Kiesförderung im Rafzerfeld haben die Situation noch verschärft. Inzwischen passieren täglich rund 22'000 Fahrzeuge die Rheinbrücke. Aus dem Architekturwettbewerb für eine neue Brücke über den Rhein ging 2020 als Sieger das Projekt des spanisch-schweizerischen Architekten und Bauingenieurs Santiago Calatrava hervor. In einer Machbarkeitsstudie zur Umfahrung Eglisaus wurden anschliessend mögliche Varianten der Anschlussbauwerke erarbeitet. Der Regierungsrat des Kantons Zürich wählte für die Anschlussstrecken unterirdische Varianten und beauftragte im Juni 2022 die Baudirektion, zuhanden des Kantonsrates eine Kreditvorlage auszuarbeiten.

## Geschichte

Bewachung Bahnviadukt Zürich – Schaffhausen – CH-BAR – 3241684

Eglisau, historisches Luftbild von 1929, aufgenommen aus 50 Metern Höhe von Walter Mittelholzer

Ins 10./9. Jh. v. Chr., also in die Spätbronzezeit, fallen in Eglisaus Gemeindebann erste Belege menschlicher Besiedlung auf dem bewaldeten, linksufrigen Rhinsberg: in eine befestigte Höhensiedlung. Archäologische Ausgrabungen durch die Universität Zürich und die Kantonsarchäologie von 1998 bis 1999 legten einen Rundwall mit Steinfundament frei, dessen Front ein Kastenbau aus quer- und längsliegenden Eichenhölzern und mit Erdmaterial aufgefüllt war. Zum Plateau hin bildete eine kompakte Steinlage einen Laufhorizont. Darin fanden sich Bronzeschmuck und Keramik, die eine Datierung ermöglichten und mit den dendrochronologischen Daten der Konstruktionshölzer in der Wallfront verglichen werden konnten. Die Funde deuten insgesamt darauf hin, dass die befestigte Höhensiedlung auf dem Rhinsberg vom Neolithikum bis ins Hochmittelalter begangen wurde.
Die älteste erhaltene urkundliche Erwähnung von Seglingens Owe datiert auf das Jahr 892. Die im Kern mittelalterliche Altstadt ist in ihrer Grundanlage noch heute erkennbar und gut erhalten. Das frühere westliche Stadttor, der Pulverturm, wurde im Zug der Modernisierung abgebrochen, und heute erinnert nur noch der Name Törliplatz an ihn. Die Stadt Eglisau, eine Gründung derer von Tengen, war bis 1463 in ihrem Besitz.
Eglisau kam 1463 unter die Herrschaft des Freiherrn Bernhard Gradner, eines österreichischen Adeligen. 1489 wurde es eine Zürcher Landvogtei, deren Sitz auf dem 1810 abgebrochenen Schloss Eglisau war. Legendär war der letzte Landvogt Salomon Landolt, welcher 1798 zurücktrat.
Infolge der strategischen Bedeutung des Städtchens litt es stark unter den Wirren der Napoleonischen Kriege in den Jahren 1799–1813.
Nach den Niederlagen während der Badischen Revolution in dem Gefecht auf der Scheideck und dem Gefecht bei Dossenbach übertrat am 11. Juli 1849 der General Franz Sigel zusammen mit Joseph Weißhaar und den restlichen Truppen auf Anraten des Obersts Rudolf Benz von Pfungen, Kommissär der Kantonsregierung Zürich, bei Eglisau den Rhein; sie wurden entwaffnet und interniert.

## Eglisau, das Landstädtchen
Eglisau hat gemeinsam mit Elgg, Greifensee, Grüningen, Bülach und Regensberg den Status eines Zürcher Landstädtchens. Diese Städtchen wurden im Hochmittelalter von aristokratischen Geschlechtern als wehrhafte Plätze gegründet und mit dem Stadtrecht ausgestattet, was ihnen eine Sonderstellung gab. So hatten sie Privilegien bei den Zöllen und verfügten über besondere Marktrechte. Selbst nach dem Aussterben der grossen Adelshäuser im späteren Mittelalter, als diese Städtchen durch Kauf und Pachtschaft an die aufstrebende Stadt Zürich übergingen, bewahrten sie sich als Sitz von Obervogteien und Verwaltungszentren bis zum Untergang der Alten Eidgenossenschaft einen besonderen Status.

## Kirchen
In Eglisau gibt es zwei Kirchen:
- Die Evangelisch-reformierte Kirche ist im Zentrum der Altstadt mit der reformierten Stadtkirche Eglisau an der Chilengass 11 präsent. Erwähnt wurde die Kirche erstmals im Jahr 1254 und war im Mittelalter eine Kirche Unserer lieben Frau. Seit der Reformation im Jahr 1523 wird sie für reformierte Gottesdienste verwendet. In den Jahren 1715–1716 wurde die Kirche nach dem Vorbild der Kirche St. Peter in Zürich umgebaut, jedoch in kleinerem Massstab. Von der vorreformatorischen Kirche ist der Chor erhalten geblieben. Die Kirche bietet 500 Personen Platz.[21]
- Die Römisch-katholische Kirche besitzt die 1949 erbaute Kirche St. Judas Thaddäus, welche sich an der Eigenackerstrasse befindet.[22] Als Besonderheit enthält die Kirche einen zeitgenössischen Flügelaltar der ungarischen Künstlerin Ágnes Máger.[23]

## Bilder

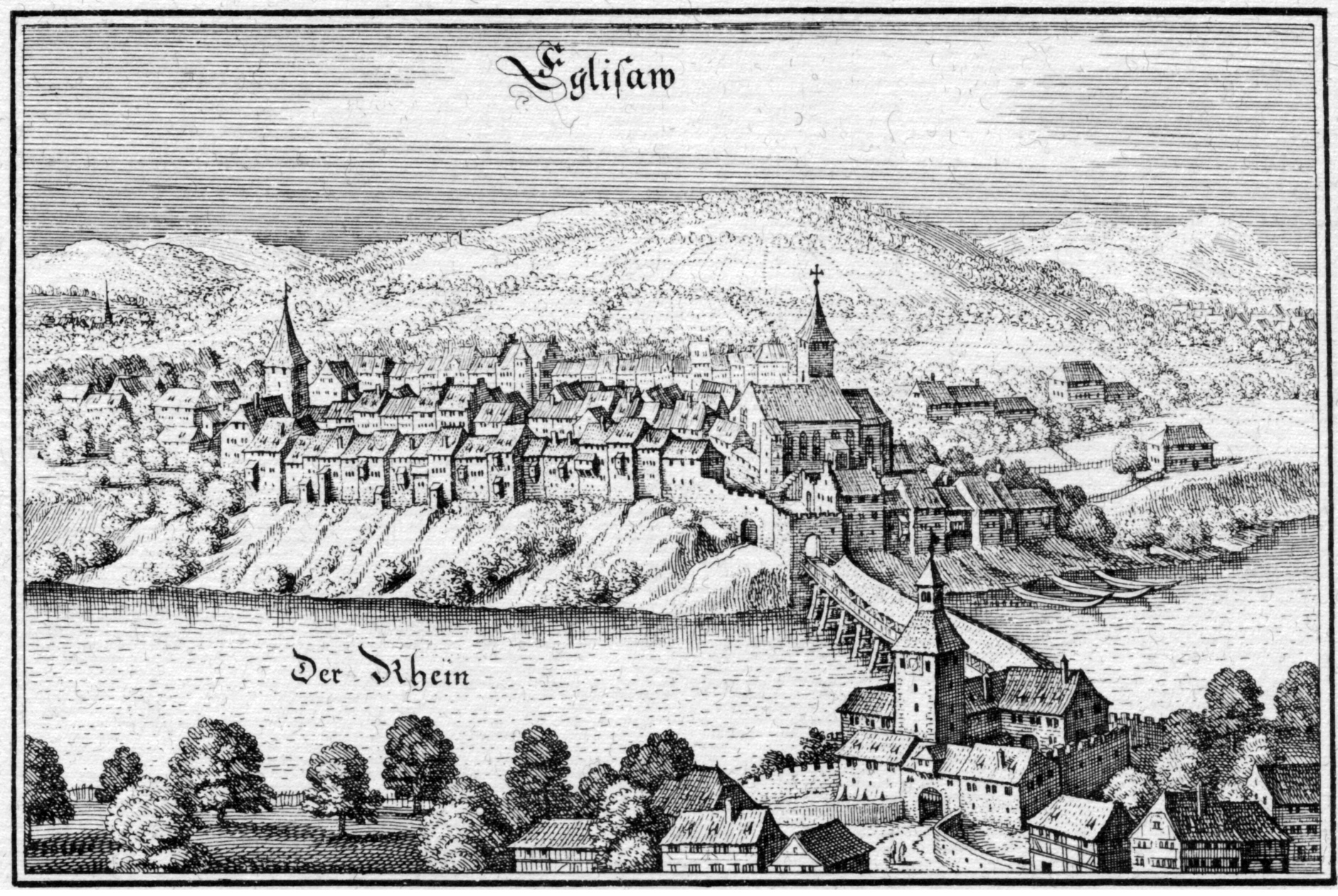
Eglisau in der Topographia Helvetiae von Matthäus Merian, um 1650
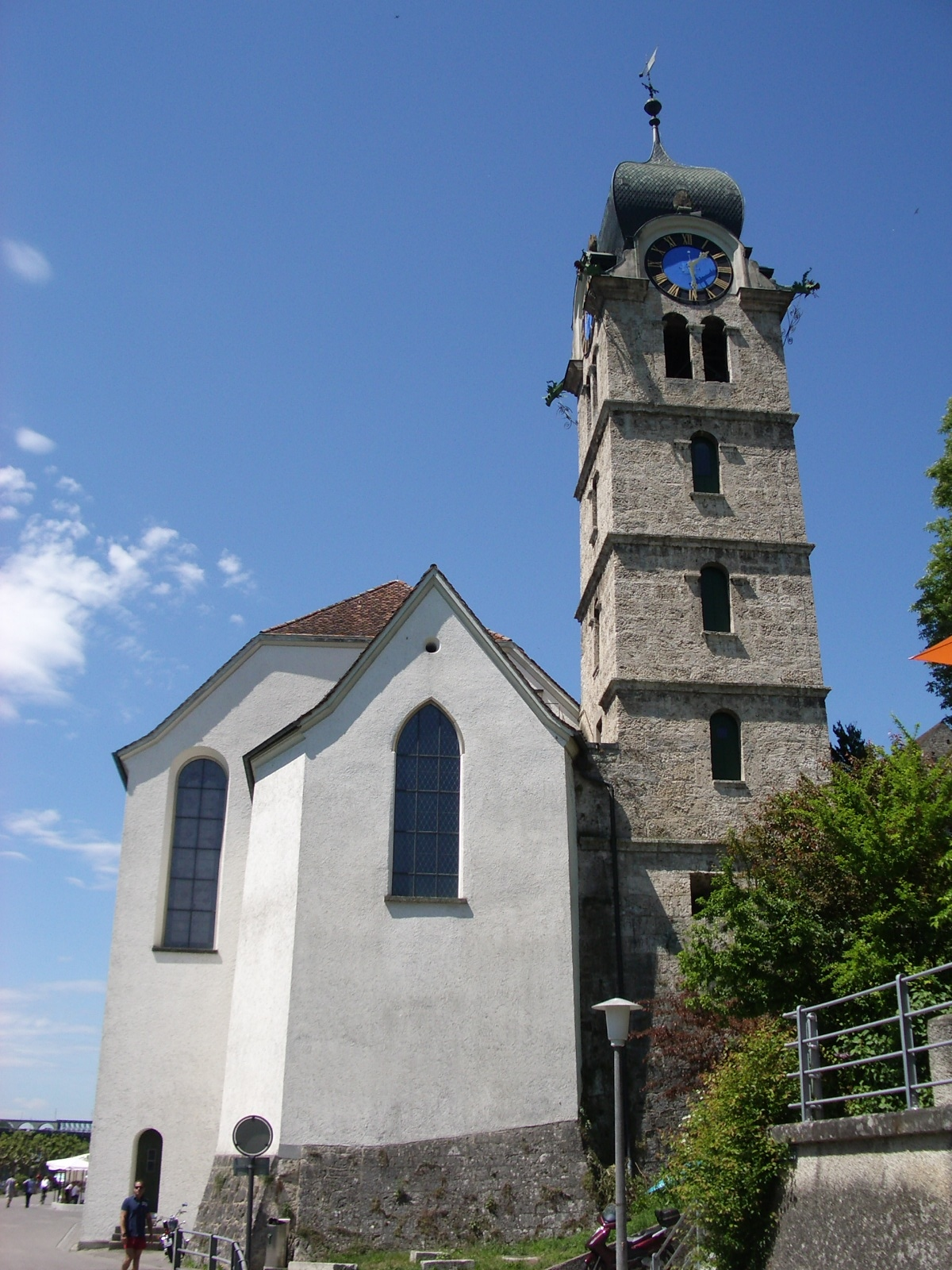
Reformierte Stadtkirche, 1254 erstmals erwähnt
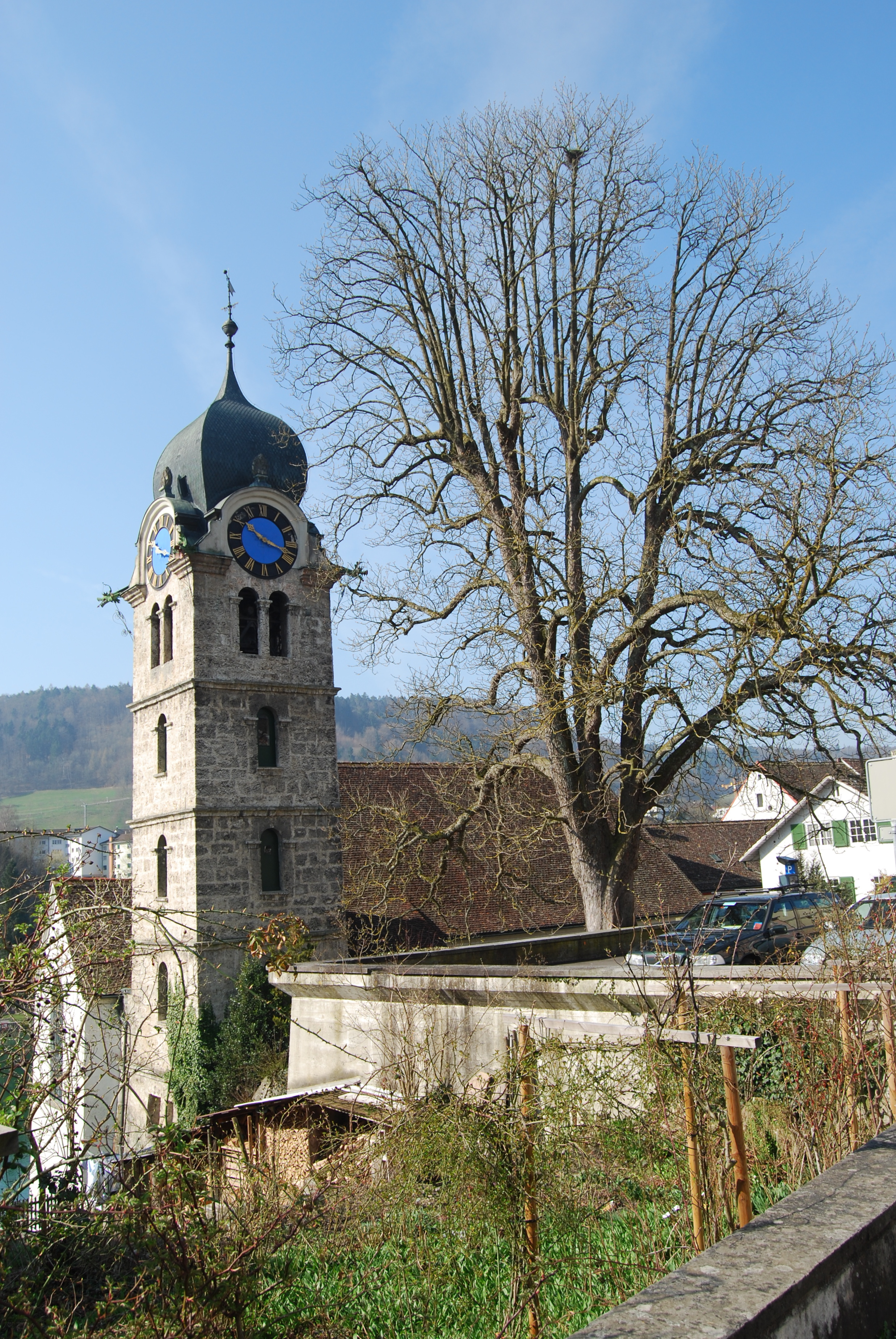
Kirche von Norden gesehen
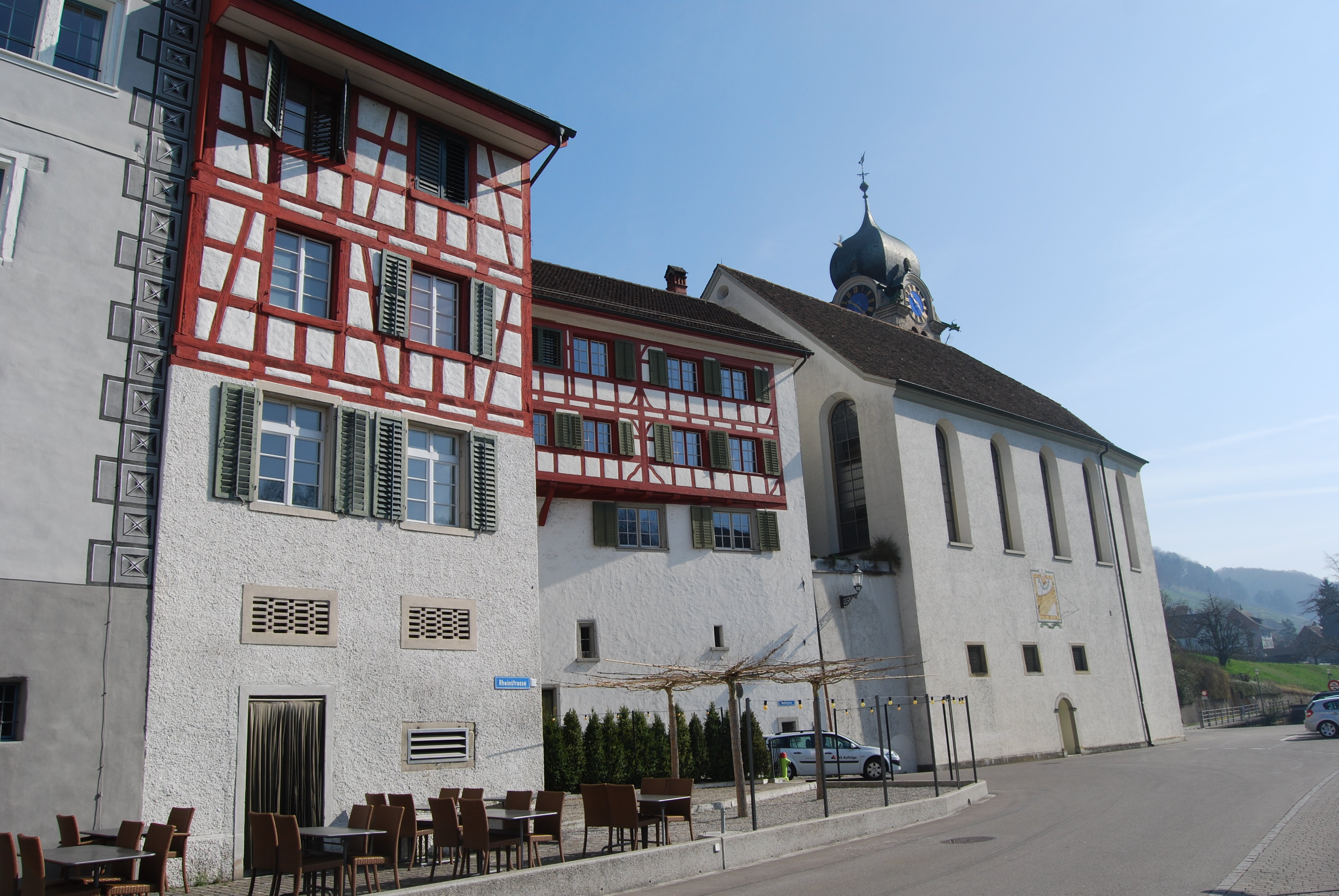
Kirche vom Flussufer
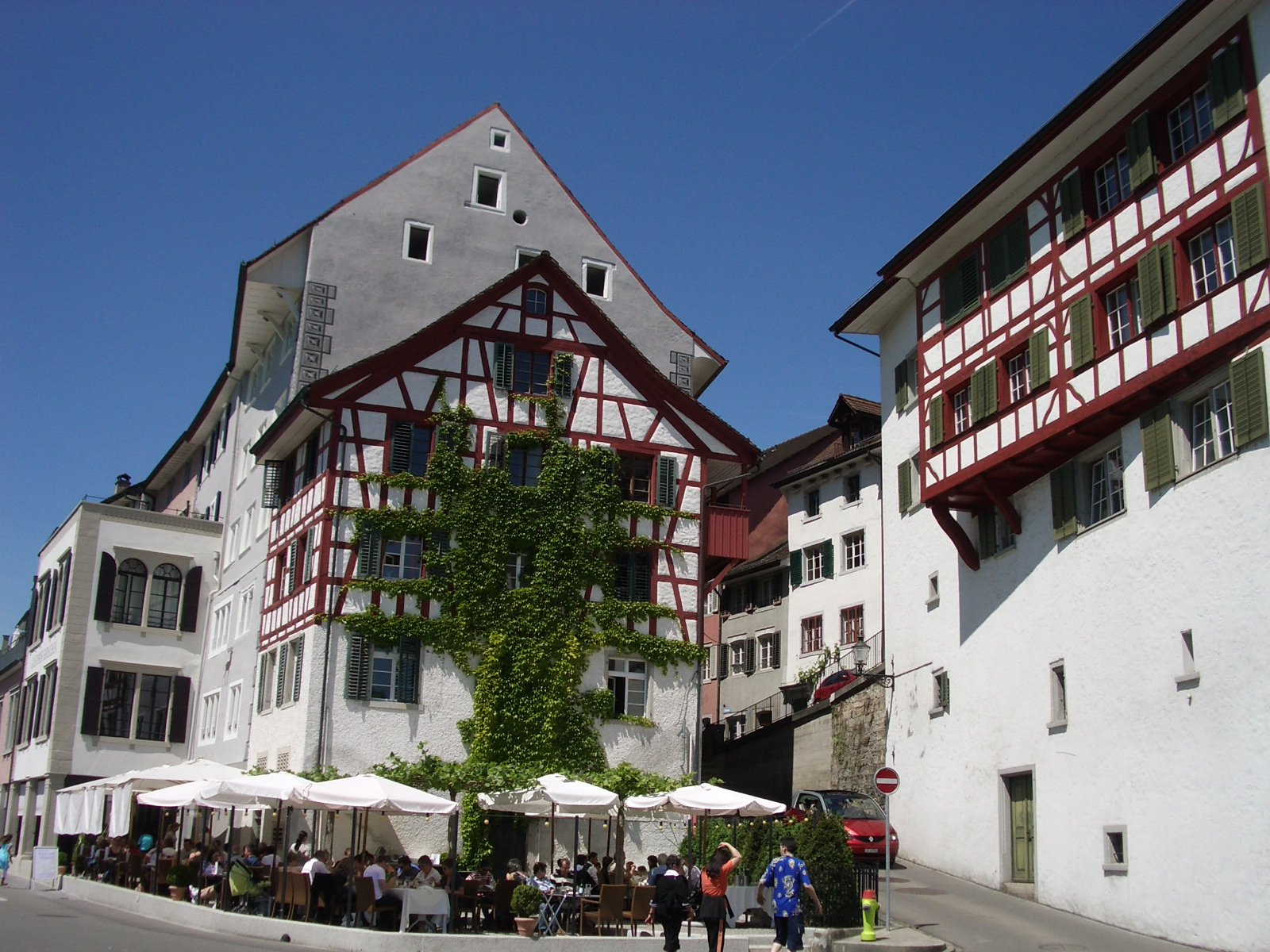
Häuserpartie am Rhein mit Gasthof Hirschen
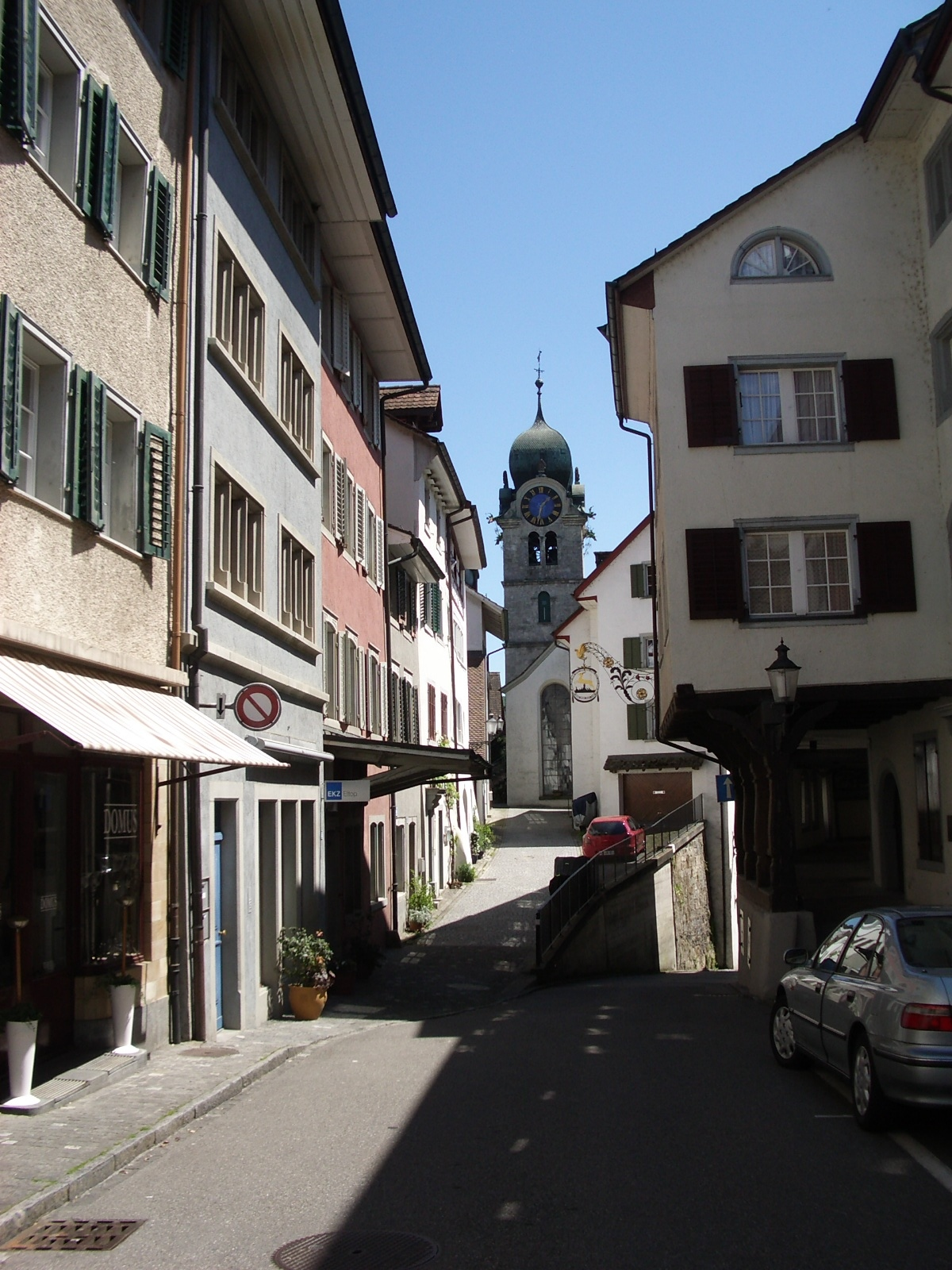
Untergass
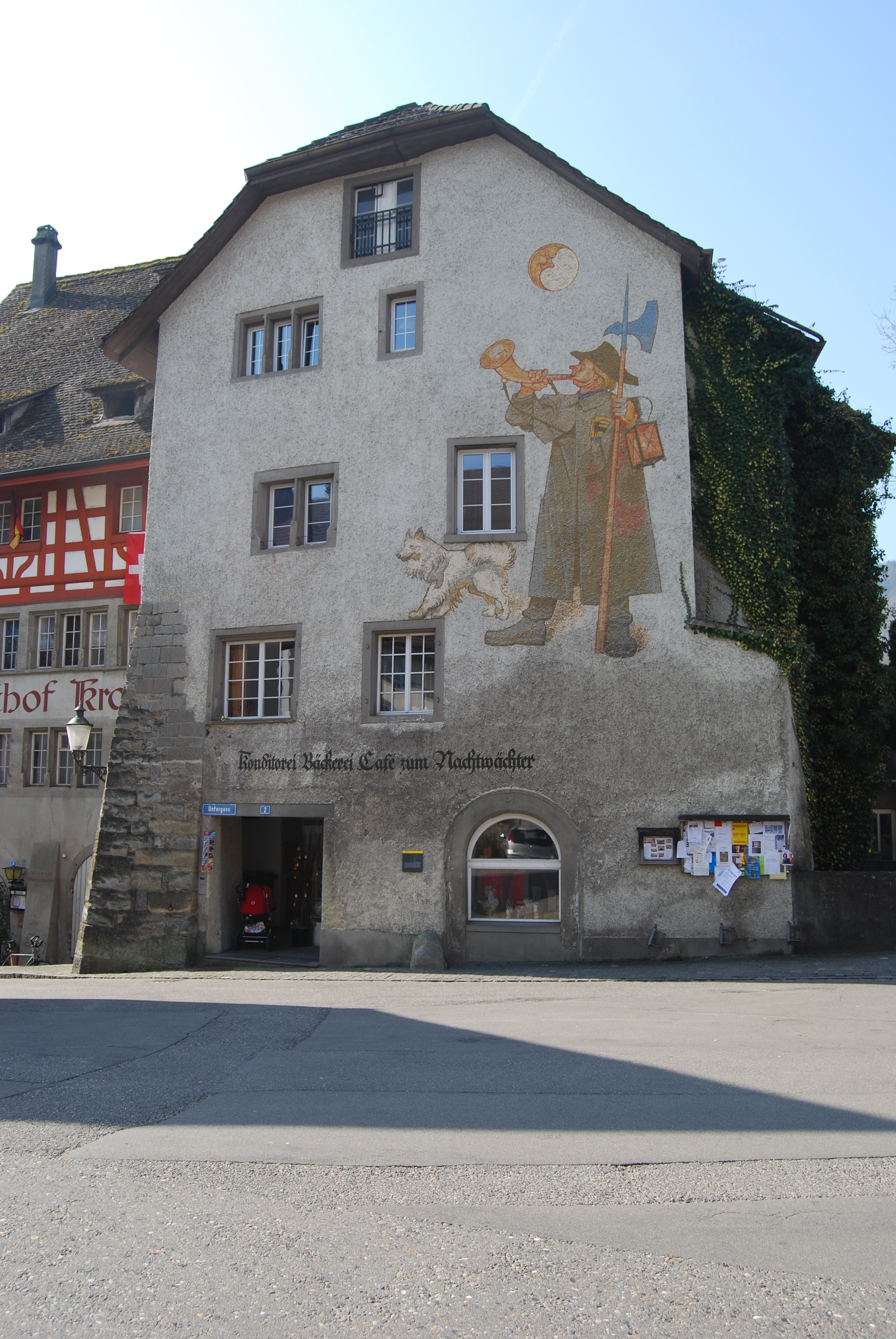
Bäckerei und Café «zum Nachtwächter»
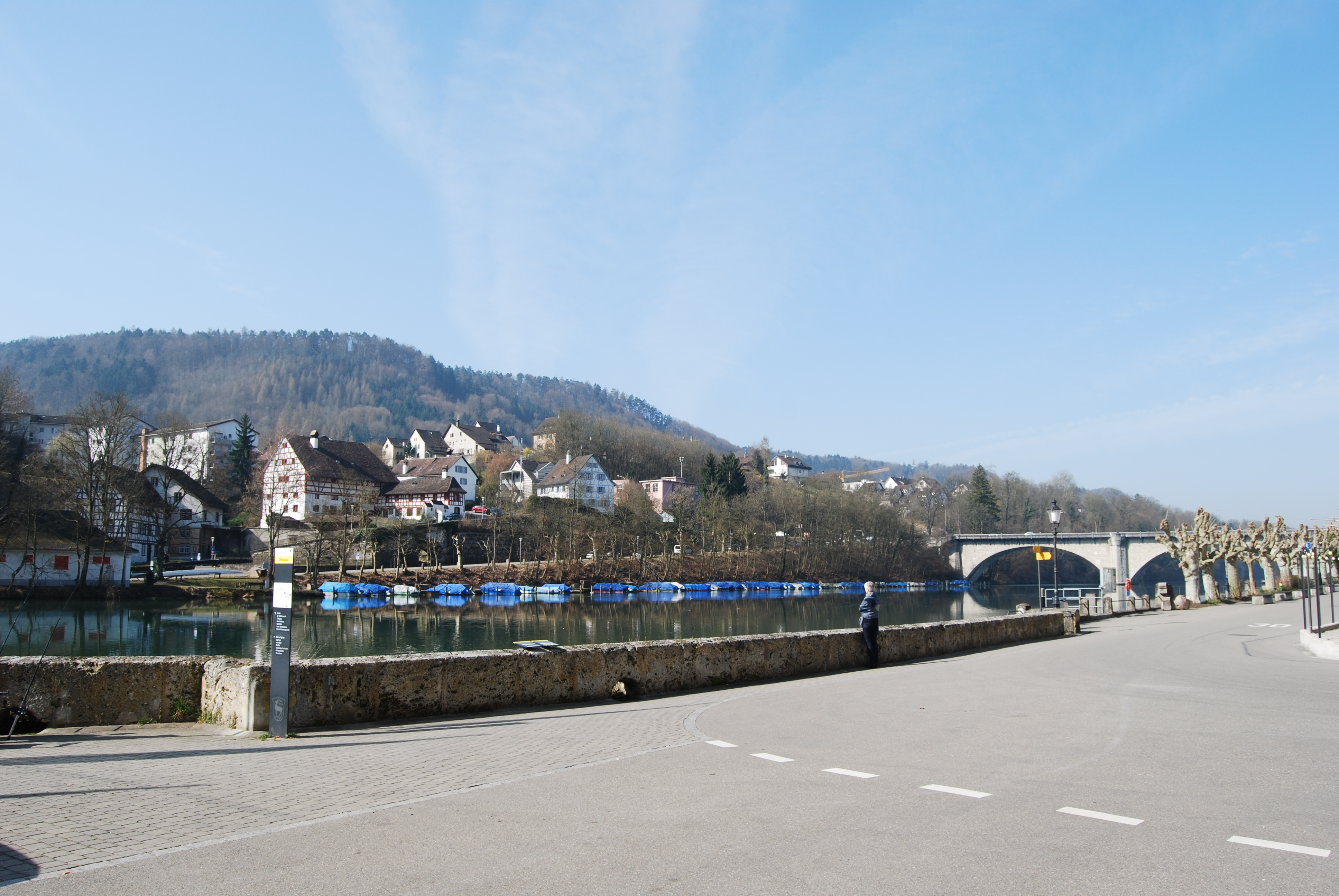
Rheinufer in Eglisau
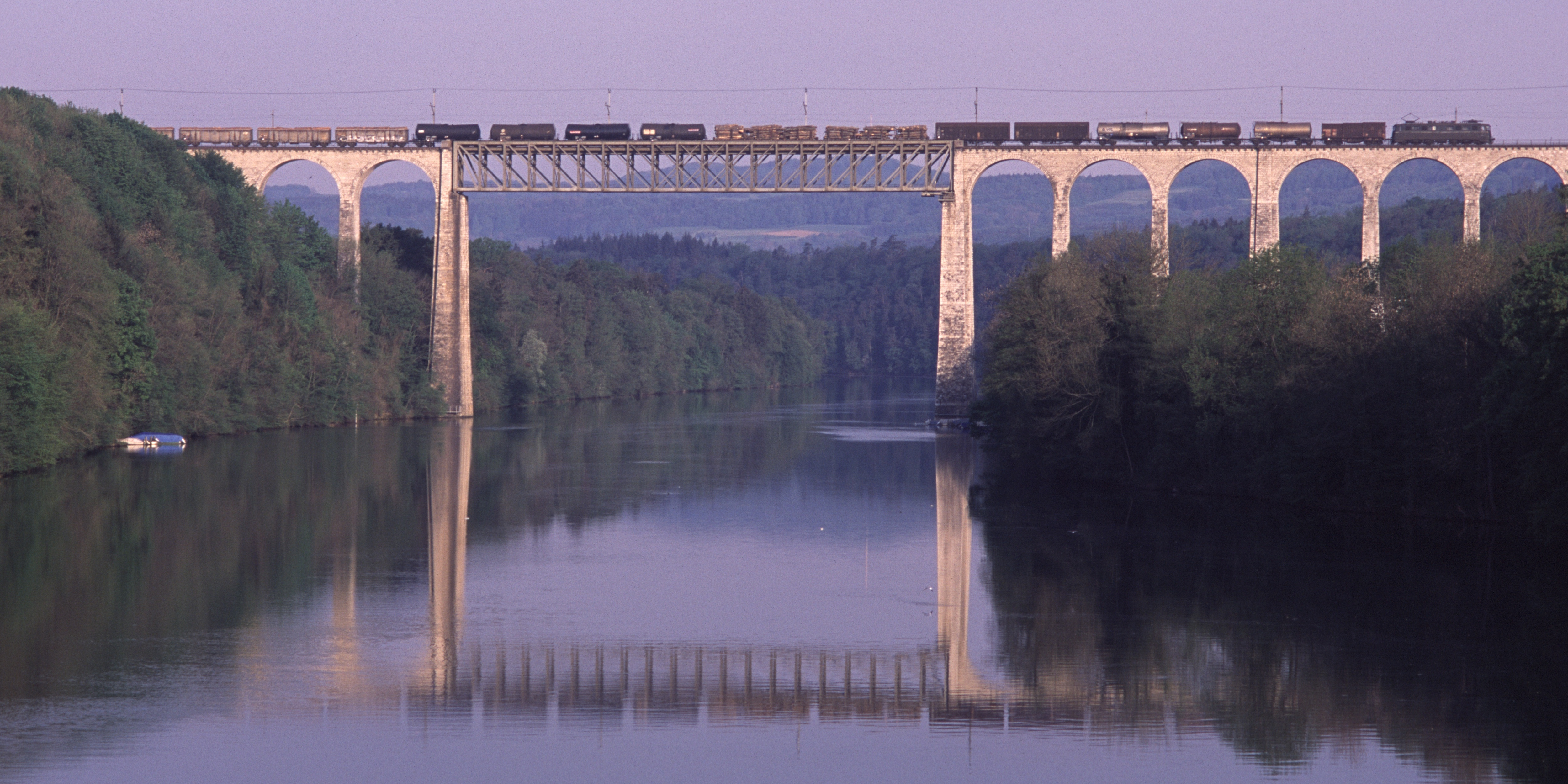
Eglisauer Eisenbahnbrücke
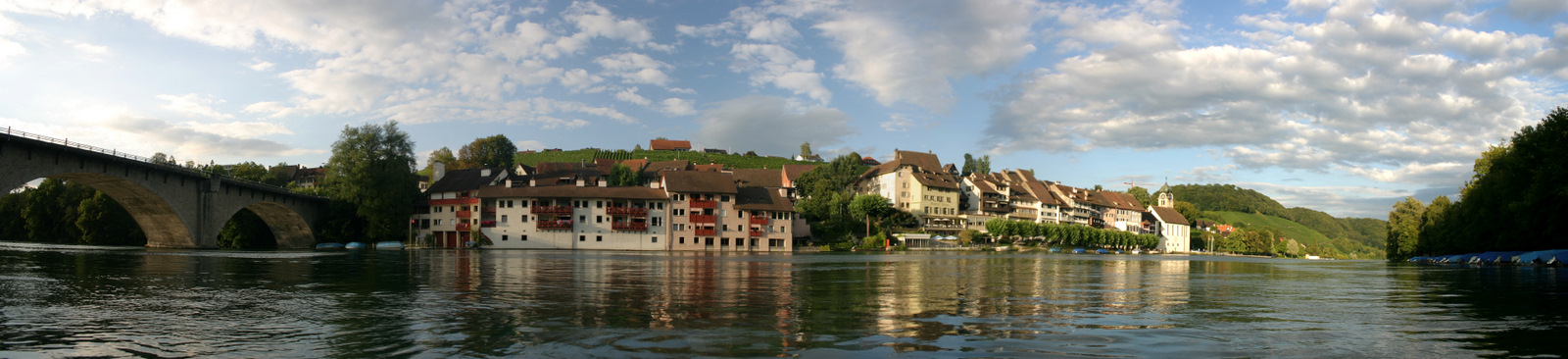
Eglisau vom Rhein
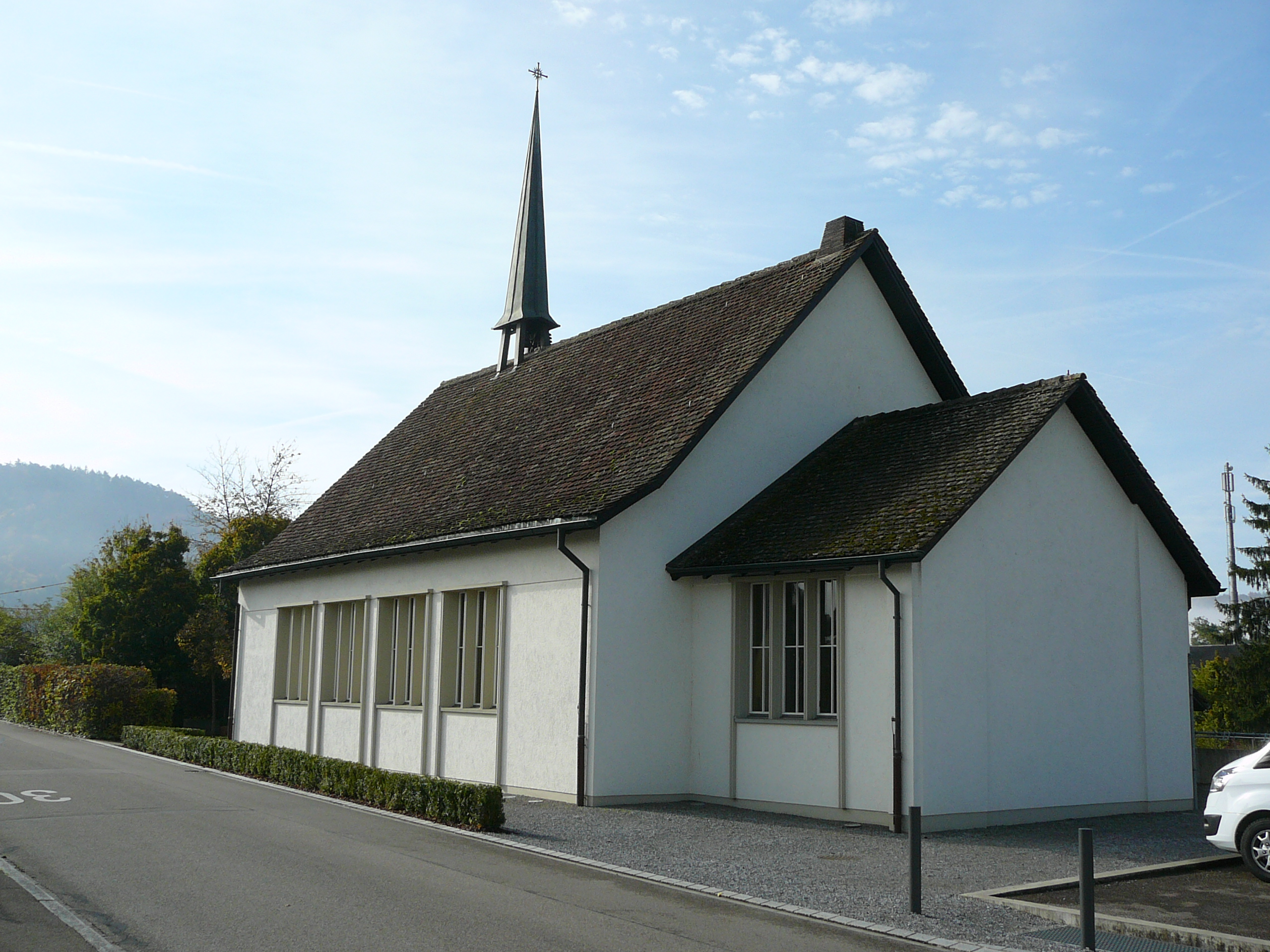
Römisch-katholische Kirche

## Persönlichkeiten
- Bernhard Gradner († 1489), Herr über Eglisau
- Salomon Landolt (1741–1818), der letzte Landvogt von Eglisau. Ein Weg, der zum Schlafapfelbaum führt, wurde nach ihm benannt.
- Emil Schmid-Kerez (1843–1915), Architekt
- Ernst Heller (1894–1972), Bildhauer
- Rudolf Meier (1907–1986), Politiker (BGB)
- Hans Walder (1920–2005), Jurist und Hochschullehrer
- Hans Fehr (* 1947), Politiker (SVP)